# Torzó

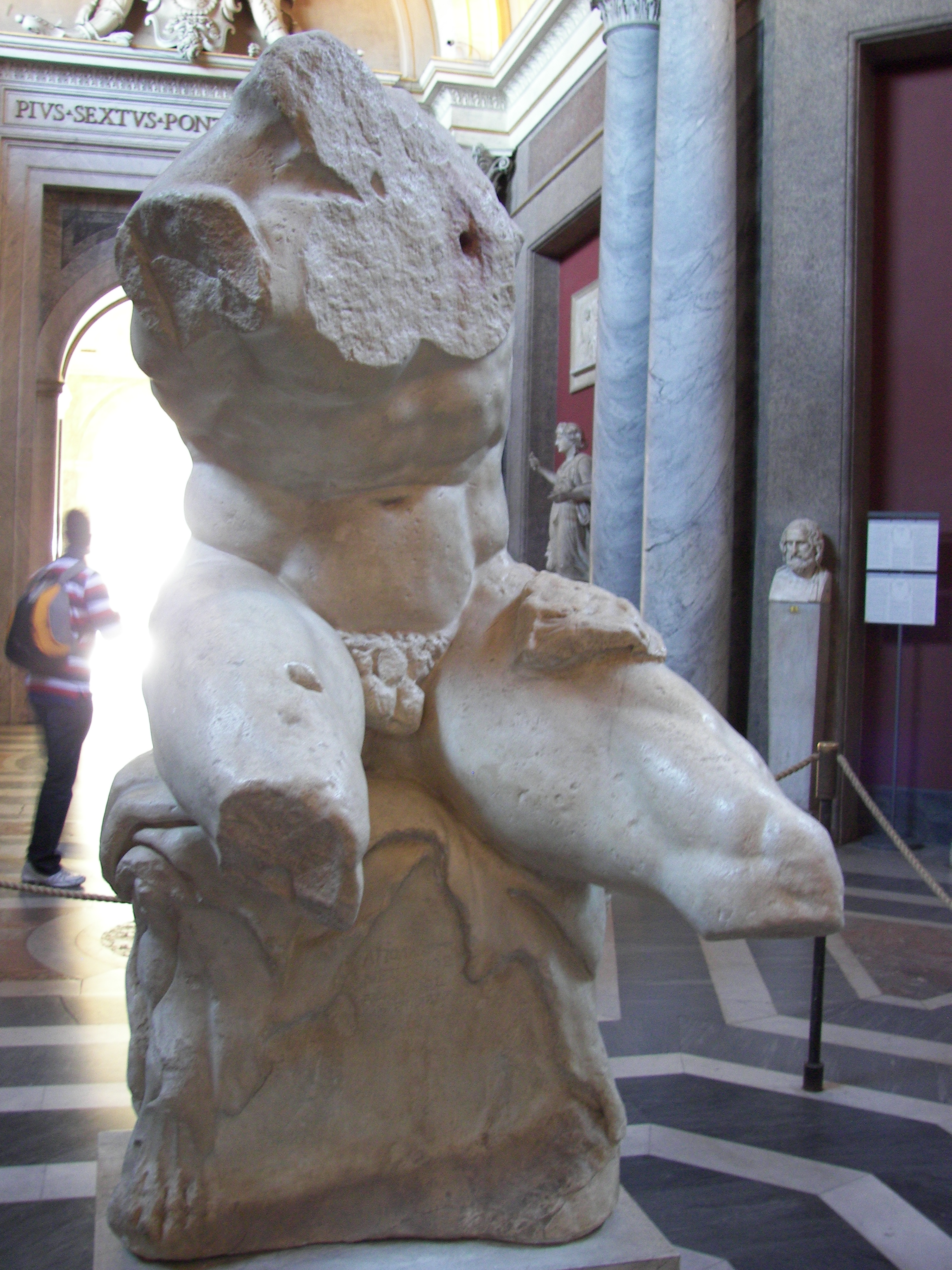
A belvederei torzó

Torzó (olaszul: torso), aminek a jelentése törzs, testtörzs. A művész által tudatosan fej és/vagy végtagok nélkül megalkotott szobrok neve. Nem töredék, hiszen az hiányos, a torzó azonban tudatosan végleges.